# Tournoi de tennis de Scheveningen
Le Hague Open est un tournoi international de tennis masculin du circuit professionnel Challenger. Il a lieu tous les ans au mois de juillet à Scheveningen, aux Pays-Bas. Il a été créé en 1993 et se joue sur terre battue en extérieur.

## Palmarès messieurs

### Simple
| Année | Vainqueur              | Finaliste          | Score             |
| ----- | ---------------------- | ------------------ | ----------------- |
| 1993  | Simon Youl             | Bart Wuyts         | 7-5, 1-6, 6-4     |
| 1994  | Francisco Clavet       | Karol Kučera       | 3-6, 7-5, 6-2     |
| 1995  | Jordi Arrese           | Andrei Pavel       | 6-3, 6-7, 6-4     |
| 1996  | Dennis van Scheppingen | Dominik Hrbatý     | 4-6, 6-3, 6-2     |
| 1997  | Ionuț Moldovan         | Salvador Navarro   | 3-6, 7-5, 6-2     |
| 1998  | Younès El Aynaoui      | Martín Rodríguez   | 6-3, 6-1          |
| 1999  | Emilio Benfele Álvarez | Martin Verkerk     | 6-3, 3-6, 3-2 ab. |
| 2000  | Nicolas Coutelot       | Martín Rodríguez   | 6-3, ab.          |
| 2001  | Raemon Sluiter         | Paul-Henri Mathieu | 6-3, 6-4          |
| 2002  | Raemon Sluiter         | Salvador Navarro   | 7-66, 63-7, 7-64  |
| 2003  | Todd Larkham           | Diego Veronelli    | 7-64, 4-6, 6-4    |
| 2004  | Peter Wessels          | Raemon Sluiter     | 7-5, 7-67         |
| 2005  | Melle van Gemerden     | Kristof Vliegen    | 6-4, 6-3          |
| 2006  | Guillermo García-López | Albert Montañés    | 0-6, 6-3, 6-4     |
| 2007  | Pablo Cuevas           | Dominik Meffert    | 6-3, 6-4          |
| 2008  | Jesse Huta Galung      | Diego Hartfield    | 6-3, 6-4          |
| 2009  | Kristof Vliegen        | Albert Montañés    | 4-2 ab.           |
| 2010  | Denis Gremelmayr       | Thomas Schoorel    | 7-5, 6-4          |
| 2011  | Steve Darcis           | Marsel İlhan       | 6-3, 4-6, 6-2     |
| 2012  | Jerzy Janowicz         | Matwé Middelkoop   | 6-2, 6-2          |
| 2013  | Jesse Huta Galung      | Robin Haase        | 6-3, 62-7, 6-4    |
| 2014  | David Goffin           | Andreas Beck       | 6-3, 6-2          |
| 2015  | Nikoloz Basilashvili   | Andrey Kuznetsov   | 63-7, 7-64, 6-3   |
| 2016  | Robin Haase            | Adam Pavlásek      | 6-4, 69-7, 6-2    |
| 2017  | Guillermo García-López | Ruben Bemelmans    | 6-1, 63-7, 6-2    |
| 2018  | Thiemo de Bakker       | Yannick Maden      | 6-2, 6-1          |

### Double
| Année | Vainqueurs                              | Finalistes                           | Score             |
| ----- | --------------------------------------- | ------------------------------------ | ----------------- |
| 1993  | Nils Holm Lars-Anders Wahlgren          | Jacco Eltingh Paul Haarhuis          | 6-1, 6-2          |
| 1994  | Mårten Renström Mikael Tillström        | Stephen Noteboom Tom Vanhoudt        | 3-6, 7-5, 6-3     |
| 1995  | Andrei Pavel Eyal Ran                   | Emilio Benfele Álvarez Pepe Imaz     | 6-4, 6-4          |
| 1996  | Brandon Coupe Paul Rosner               | Martijn Bok Dennis van Scheppingen   | 6-1, 3-6, 6-0     |
| 1997  | Alex Calatrava Tom Vanhoudt             | Raemon Sluiter Peter Wessels         | 6-7, 6-2, 7-6     |
| 1998  | Agustín Calleri Tobias Hildebrand       | Sebastián Prieto Martín Rodríguez    | 6-2, 3-6, 6-2     |
| 1999  | Eyal Ran Tom Vanhoudt                   | James Greenhalgh Paul Rosner         | 6-4, 6-4          |
| 2000  | Paul Hanley Nathan Healey               | Marcus Hilpert Thomas Strengberger   | 6-2, 4-6, 6-3     |
| 2001  | Jordan Kerr Grant Silcock               | Brandon Coupe Tim Crichton           | 6-3, 6-4          |
| 2002  | Edwin Kempes Martin Verkerk             | Mariano Hood Sebastián Prieto        | 6-4, 6-1          |
| 2003  | Fred Hemmes Jr. Edwin Kempes            | Óscar Hernández Salvador Navarro     | 3-6, 6-4, 6-3     |
| 2004  | Paul Logtens Raemon Sluiter             | Enzo Artoni Juan Pablo Brzezicki     | 6-2, 7-5          |
| 2005  | Julien Benneteau Édouard Roger-Vasselin | Steve Darcis Kristof Vliegen         | 5-7, 7-5, 7-65    |
| 2006  | Guillermo García-López Salvador Navarro | Marc Gicquel Édouard Roger-Vasselin  | 6-4, 0-6, [11-9]  |
| 2007  | Raemon Sluiter Peter Wessels            | Rohan Bopanna Pablo Cuevas           | 7-66, 7-5         |
| 2008  | Rameez Junaid Philipp Marx              | Matwé Middelkoop Melle van Gemerden  | 5-7, 6-2, [10-6]  |
| 2009  | Lucas Arnold Ker Máximo González        | Thomas Schoorel Nick Van der Meer    | 7-5, 6-2          |
| 2010  | Franco Ferreiro Harsh Mankad            | Rameez Junaid Philipp Marx           | 6-4, 3-6, [10-7]  |
| 2011  | Colin Ebelthite Adam Feeney             | Rameez Junaid Sadik Kadir            | 6-4, 65-7, [10-7] |
| 2012  | Antal van der Duim Boy Westerhof        | Rameez Junaid Simon Stadler          | 6-4, 5-7, [10-7]  |
| 2013  | Antal van der Duim Boy Westerhof        | Gero Kretschmer Alexander Satschko   | 6-3, 6-3          |
| 2014  | Matwé Middelkoop Boy Westerhof          | Martin Fischer Jesse Huta Galung     | 6-4, 3-6, [10-6]  |
| 2015  | Ariel Behar Eduardo Dischinger          | Andrey Kuznetsov Aslan Karatsev      | Forfait           |
| 2016  | Wesley Koolhof Matwé Middelkoop         | Tallon Griekspoor Tim van Rijthoven  | 6-1, 3-6, [13-11] |
| 2017  | Sander Gillé Joran Vliegen              | Jozef Kovalík Stéfanos Tsitsipás     | 6-2, 4-6, [12-10] |
| 2018  | Ruben Gonzales Nathaniel Lammons        | Luis David Martínez Gonçalo Oliveira | 6-3, 68-7, [10-5] |